# Ręka mechanika
Ręka mechanika – objaw chorobowy, polegający na występowaniu pogrubienia, łuszczenia i pękania skóry na opuszkach palców czemu mogą towarzyszyć tożsame zmiany w obrębie powierzchni dłoniowych rąk.
Objaw jest charakterystyczny dla zapalenia wielomięśniowego i skórno-mięśniowego i jest szczególnie częsty w przypadkach występowania przeciwciał przeciwko syntetazom i jest wówczas składową tak zwanego zespołu antysyntetazowego (w jego skład wchodzą ponadto: objaw Raynauda, włóknienie płuc, artralgia)